# Trichostylum grandipalpe
Trichostylum grandipalpe là một loài ruồi trong họ Tachinidae.